# Lacon solai
Lacon solai is een keversoort uit de familie kniptorren (Elateridae). De wetenschappelijke naam van de soort is voor het eerst geldig gepubliceerd in 2000 door Platia & Gudenzi. Over het algemeen is Lacon een geslacht van kevers uit de familie kniptorren (Elateridae).[1] Het geslacht is voor het eerst wetenschappelijk beschreven in 1838 door Laporte.